# هانس نیکولز
هانس نیکولز (انگلیسی: Hans Nichols؛ زادهٔ) روزنامه‌نگار اهل ایالات متحده آمریکا است. وی از دانشگاه حقوق جرج واشینگتن است.
وی همچنین برندهٔ جوایزی همچون برنامه فولبرایت شده‌است.